# Hermann Tertsch
Hermann Tertsch del Valle-Lersundi, né le 9 avril 1958 à Madrid, est un journaliste, essayiste, romancier, animateur de télévision et homme politique espagnol d'extrême droite.

## Biographie
Fils du journaliste et diplomate autrichien de l'Allemagne nazie Ekkehard Tertsch, et de Felisa del Valle-Lersundi y del Valle. Il est cousin d'Ana Palacio et de Loyola de Palacio. Du côté maternel, il descend de Francisco Lersundi y Hormaechea, président du gouvernement en 1853 et ministre à cinq reprises.[réf. nécessaire]
Hermann Tertsch commence sa carrière professionnelle dans l'entreprise journalistique dirigée par son père, le bulletin économique Spanish Economic News Service. En 1982, il rejoint l'Agencia EFE où il devient correspondant à Vienne, s'occupant des pays d'Europe centrale et de l'Est.
En 1985, il devient correspondant à Bonn et à Varsovie pour le quotidien El País. Au début des années 1990, il couvre la guerre des Balkans comme envoyé spécial. Entre 1993 et 1996, il est sous-directeur de El País et responsable de la section des tribunes libres. En 1996, il quitte son poste de sous-directeur tout en maintenant une colonne d'opinion dans El País jusqu'en 2007. Des différends sur la ligne éditoriale le poussent à quitter définitivement El País en 2007. Ces différends portent sur le traitement de l'information concernant Israël, que Tertsch soutient, contrairement à la ligne de El País, plutôt pro-arabe.[réf. nécessaire]
En mai 2007, il rejoint le quotidien conservateur ABC en tant que chroniqueur et envoyé spécial lors de grandes manifestations internationales. Il quitte ce journal en 2019.
Entre juin 2008 et mars 2010, il présente et dirige l'émission nocturne de Telemadrid, Diario de la noche. La chaine est alors liée au Parti Populaire et se montre très critique vis-à-vis du gouvernement de José Luis Rodríguez. Son salaire total s'élève à un million d'euros pour près de deux années de collaboration. Il intervient aussi à la radio sur la chaîne esRadio (groupe Libertad Digital).

### Carrière politique
Le 21 avril 2019, il annonce qu'il se présente aux élections européennes avec le parti d'extrême droite Vox. Il est élu le 26 mai 2019 et devient député européen et est cinquième vice-président du groupe des Conservateurs et réformistes européens au sein du Parlement européen. 
Il est l'un des initiateurs en 2020 de la Charte de Madrid qui vise à rassembler la droite radicale d'Espagne et d’Amérique latine contre le « narco-communisme, la gauche et le crime organisé ».
Il participe en 2025 pendant la guerre de Gaza, avec d'autres figures de l’extrême droite européenne pro-israélienne, à une « conférence internationale sur l'antisémitisme » en Israël à l'invitation du gouvernement Netanyahou.

## Publications
Essais
- La venganza de la historia (1993) (essai sur l'Europe).
- Libelo contra la secta (2010)
- Días de ira (2015)

Romans
- La acuarela (1997)
- Cita en Varsovia (1999)